# Иванов, Сергей Сергеевич (генерал-майор)
Сергей Сергеевич Иванов (18 июля 1899 года, Санкт-Петербург — 17 сентября 1974 года, Москва) — советский военный деятель, генерал-майор (1946 год).

## Начальная биография
Сергей Сергеевич Иванов родился 18 июля 1899 года в Санкт-Петербурге.
Работал сортировщиком корреспонденции и инструктором-сортировщиком на Петроградском почтамте.

## Военная служба

### Гражданская война
В январе 1920 года призван в ряды РККА и направлен в отдел связи 48-й стрелковой дивизии в составе 16-й армии (Западный фронт), после чего во время советско-польской войны принимал участие в боевых действиях в районах городов Полоцк и Волковыск.

### Межвоенное время
В июле 1921 года направлен на учёбу на 98-е Петроградские пехотные курсы комсостава, после расформирования которых в сентябре того же года переведён в 8-ю Петроградскую пехотную школу. В октябре 1922 года Иванов сдал экзамен, после чего был зачислен курсантом на факультет общественных наук Петроградской высшей военно-педагогической школы, после окончания которой в сентябре 1923 года направлен в Петроградскую высшую воздухоплавательную школу, где был назначен на должность политрука хозяйственной команды, а затем — на должность политрука учебного отряда. С августа 1926 года служил на должности политрука пулемётной роты в составе 58-го стрелкового полка (20-я стрелковая дивизия), дислоцированного в Луге.
В августе 1928 года направлен на учёбу на курсы военной доподготовки политруков при Киевской объединённой военной школе командиров имени С. С. Каменева, которые окончил в августе 1929 года и в марте 1930 года был назначен на должность командира пулемётной роты. В период с ноября того же года по февраль 1931 года обучался на курсах усовершенствования командного состава «Выстрел».
В марте 1932 года С. С. Иванов назначен на должность начальника штаба Барнаульского стрелкового полка в составе Томской стрелковой дивизии (Сибирский военный округ).
В январе 1933 года направлен на учёбу на курсы при IV управлении Штаба РККА, после окончания которых в июле того же года был назначен на должность начальника 2-й (разведывательной) части штаба 7-й стрелковой дивизии (Украинский военный округ), дислоцированной в Чернигове. Одновременно в период с августа 1935 по январь 1938 года проходил обучение на факультет заочного обучения Военной академии имени М. В. Фрунзе.
В апреле 1938 года назначен на должность начальника штаба 98-й стрелковой дивизии (Уральский военный округ), дислоцированной в г. Уфа, однако уже в октябре того же года направлен на курсы усовершенствования при Академии Генштаба, которые окончил в апреле 1939 года и в августе был назначен на должность начальника штаба 186-й стрелковой дивизии.
В августе 1940 года Иванов был зачислен в распоряжение отдела спецзаданий Генштаба РККА и в октябре направлен в спецкомандировку в Китай.

### Великая Отечественная война
С началом войны продолжил находиться в Китае.
В мае 1944 года полковник Иванов вернулся в СССР и направлен на 1-й Прибалтийский фронт, где в августе был назначен на должность заместителя командира 119-й стрелковой дивизии, которая вела боевые действия в районе Двинска по деблокированию 8-й гвардейской механизированной бригады, а затем — в районе г. Скрунда.
24 ноября 1944 года был назначен на должность командира 332-й стрелковой дивизии, которая принимала участие в боевых действиях против курляндской группировки войск противника.

### Послевоенная карьера
После окончания войны находился на прежней должности в составе Прибалтийского военного округа. После расформирования дивизии в августе 1946 года прикомандирован к Военной академии имени М. В. Фрунзе для использования на преподавательской работе, где в ноябре 1947 года назначен на должность старшего преподавателя по оперативно-тактической подготовке и тактического руководителя учебной группы основного факультета, а в октябре 1949 года — на должность заместителя начальника кафедры общей тактики.
В декабре 1952 года направлен на учёбу на высшие академические курсы при Высшей военной академии имени К. Е. Ворошилова, после окончания которых с ноября 1953 года служил на должностях начальника 6-го и 2-го отделов в Управлении вузов Министерства обороны, а в сентябре 1955 года назначен на должность генерала по осуществлению связи с Министерством высшего образования при помощнике министра обороны СССР по высшим военно-учебным заведениям.
Генерал-майор Сергей Сергеевич Иванов в августе 1960 года вышел в запас. Умер 17 сентября 1974 года в Москве.

## Награды
- Орден Ленина;
- Три ордена Красного Знамени;
- Орден Отечественной войны 1 степени.